# Холокост в Столбцовском районе
Холокост в Столбцо́вском районе — систематическое преследование и уничтожение евреев на территории Столбцовского района Минской области оккупационными властями нацистской Германии и коллаборационистами в 1941—1944 годах во время Второй мировой войны, в рамках политики «Окончательного решения еврейского вопроса» — составная часть Холокоста в Белоруссии и Катастрофы европейского еврейства.

## Геноцид евреев в районе
Столбцовский район был полностью оккупирован немецкими войсками в июле 1941 года, и оккупация продлилась три года — до июля 1944 года. Нацисты включили Столбцовский район в состав территории, административно отнесённой в состав генерального округа Белорутения рейхскомиссариата Остланд.

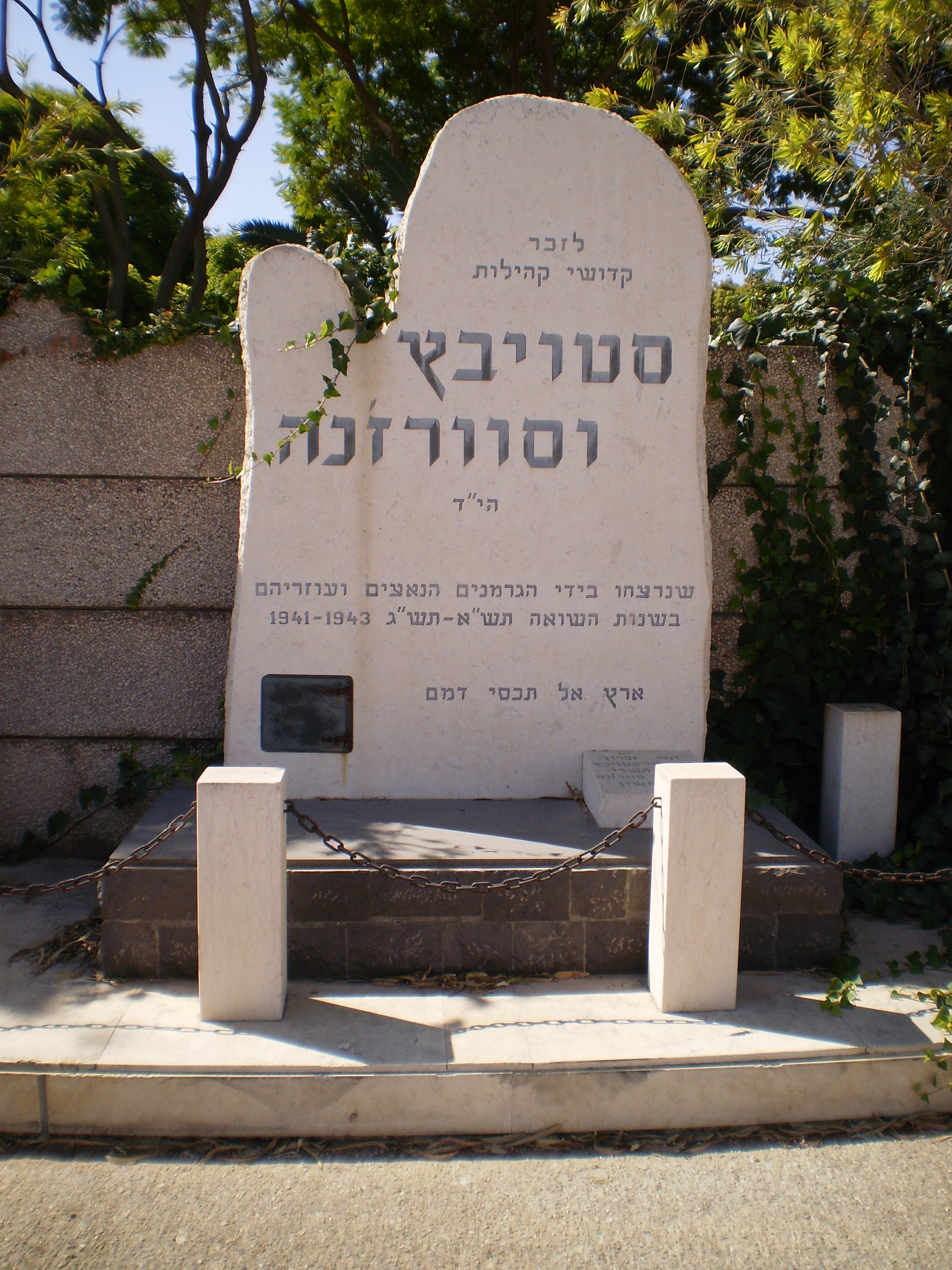
Символический памятник убитым нацистами евреям Столбцов и Нового Свержня на мемориальном кладбище в Холоне

Вся полнота власти в районе принадлежала зондерфюреру — немецкому шефу района, который подчинялся руководителю округи — гебитскомиссару. Во всех крупных деревнях района были созданы районные (волостные) управы и полицейские гарнизоны из белорусских, литовских, латышских и русских коллаборационистов.
Для осуществления политики геноцида и проведения карательных операций сразу вслед за войсками в район прибыли карательные подразделения войск СС, айнзатцгруппы, зондеркоманды, тайная полевая полиция (ГФП), полиция безопасности и СД, жандармерия и гестапо.
Одновременно с оккупацией нацисты и их приспешники начали поголовное уничтожение евреев. «Акции» (таким эвфемизмом гитлеровцы называли организованные ими массовые убийства) повторялись множество раз во многих местах. В тех населенных пунктах, где евреев убили не сразу, их содержали в условиях гетто вплоть до полного уничтожения, используя на тяжелых и грязных принудительных работах, от чего многие узники умерли от непосильных нагрузок в условиях постоянного голода и отсутствия медицинской помощи.
За время оккупации практически все евреи Столбцовского района были убиты (последние — в гетто в Новом Свержене 8 августа 1943 года), а немногие спасшиеся в большинстве воевали впоследствии в партизанских отрядах.
Евреев в районе убили в Столбцах (3500 человек), Новом Свержене (3500), Рубежевичах (1000), Налибоках (1000), Деревной (1000) и других местах. Часть евреев из Столбцовского района вывезли и убили в лагере смерти в Колдычево.

## Гетто
Оккупационные власти под страхом смерти запретили евреям снимать желтые латы или шестиконечные звезды (опознавательные знаки на верхней одежде), выходить из гетто без специального разрешения, менять место проживания и квартиру внутри гетто, ходить по тротуарам, пользоваться общественным транспортом, находиться на территории парков и общественных мест, посещать школы.
Реализуя нацистскую программу уничтожения евреев, немцы создали на территории района 5 гетто.
- в гетто в деревне Деревная (лето 1941 — декабрь 1941) были убиты около 400 евреев;
- в гетто в посёлке Налибоки (лето 1941 — январь 1942) были убиты более 400 евреев;
- в гетто в деревне Новый Свержень (1 августа 1941 — 31 января 1943) были убиты около 3500 евреев[20];
- в гетто в посёлке Рубежевичи (1 декабря 1941 — ноябрь 1942) были убиты более 1000 евреев[16];
- в гетто в городе Столбцы (конец августа 1941 — 31 января 1943) были убиты около 3500 евреев[21].

### Гетто в Деревной
С началом войны почти никто из евреев деревни Деревная не успел эвакуироваться, и кроме нескольких десятков молодых евреев-мужчин, находящихся на срочной службе в Красной армии, около 400 евреев оказались под оккупацией. Сразу после оккупации, в конце июня 1941 года, всех евреев в Деревной согнали на рыночную площадь, забрали каждого десятого и расстреляли в лесу — такую «акцию устрашения» провели нацисты для местного населения.
Евреям запретили выходить без нашитых на верхнюю одежду желтых шестиконечных звезд и использовали на принудительных работах — мощении улиц, вывоз мусора и заготовка леса. Затем евреев переселили в гетто, под которое отвели территорию школы.
В декабре 1941 года евреев Деревной разделили — женщин, детей и стариков отправили в гетто Рубежевичей, а мужчин — в гетто Новоельни, где убили вместе с другими узниками. Памятника убитым евреям в Деревной нет.

### Гетто в Налибоках
Гетто в посёлке Налибоки просуществовало до января 1942 года. У же с декабря 1941 года евреев из Налибок начали переправлять в гетто Рубежевичей, Ивенца и Новогрудка. Часть трудоспособных евреев из Налибок вывезли также в гетто местечка Дворец. Последних примерно 400 евреев в январе 1942 года переместили в гетто Новогрудка.
В 2018 году по инициативе местных жителей в Налибоках был установлен гранитный валун с мемориальной доской на белорусском, английском языках и иврите в память об убитых евреях местечка. Благодаря поискам учителей местной школы и сельского совета были установлены более 170 имён погибших евреев в Налибоках.

## Сопротивление

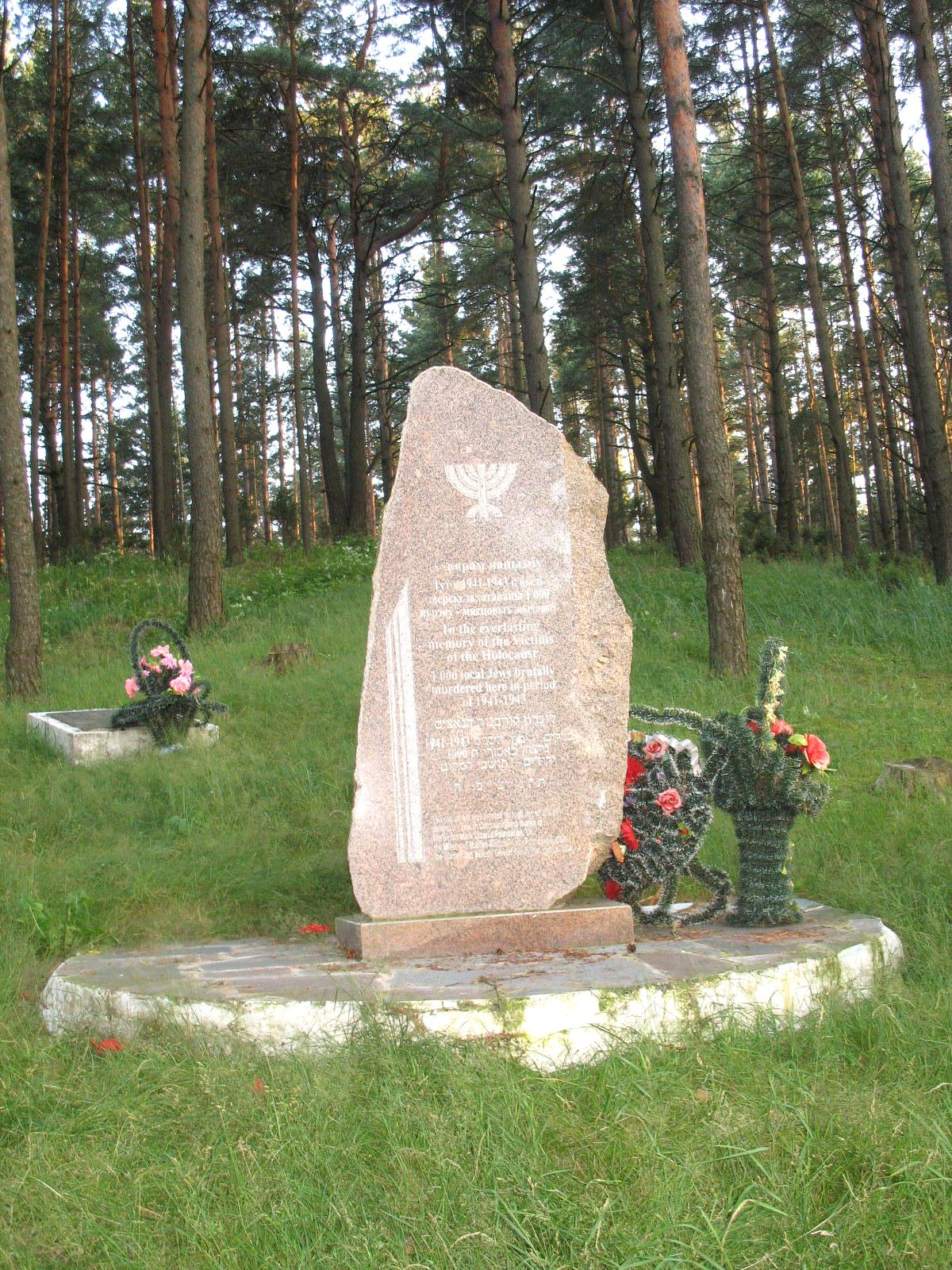
Памятник на братской могиле евреев Нового Сверженя

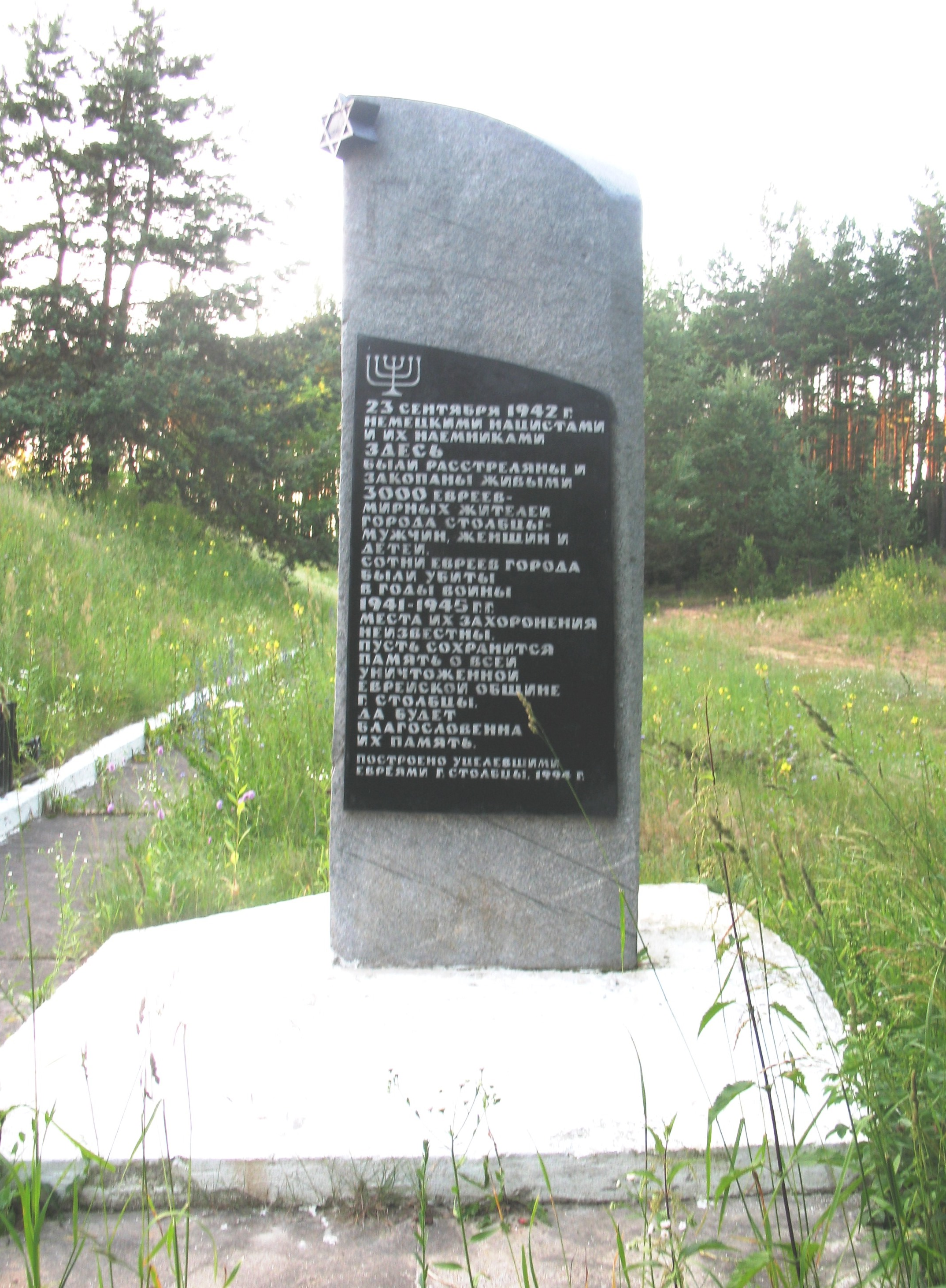
Мемориал на братской могиле евреев Столбцов

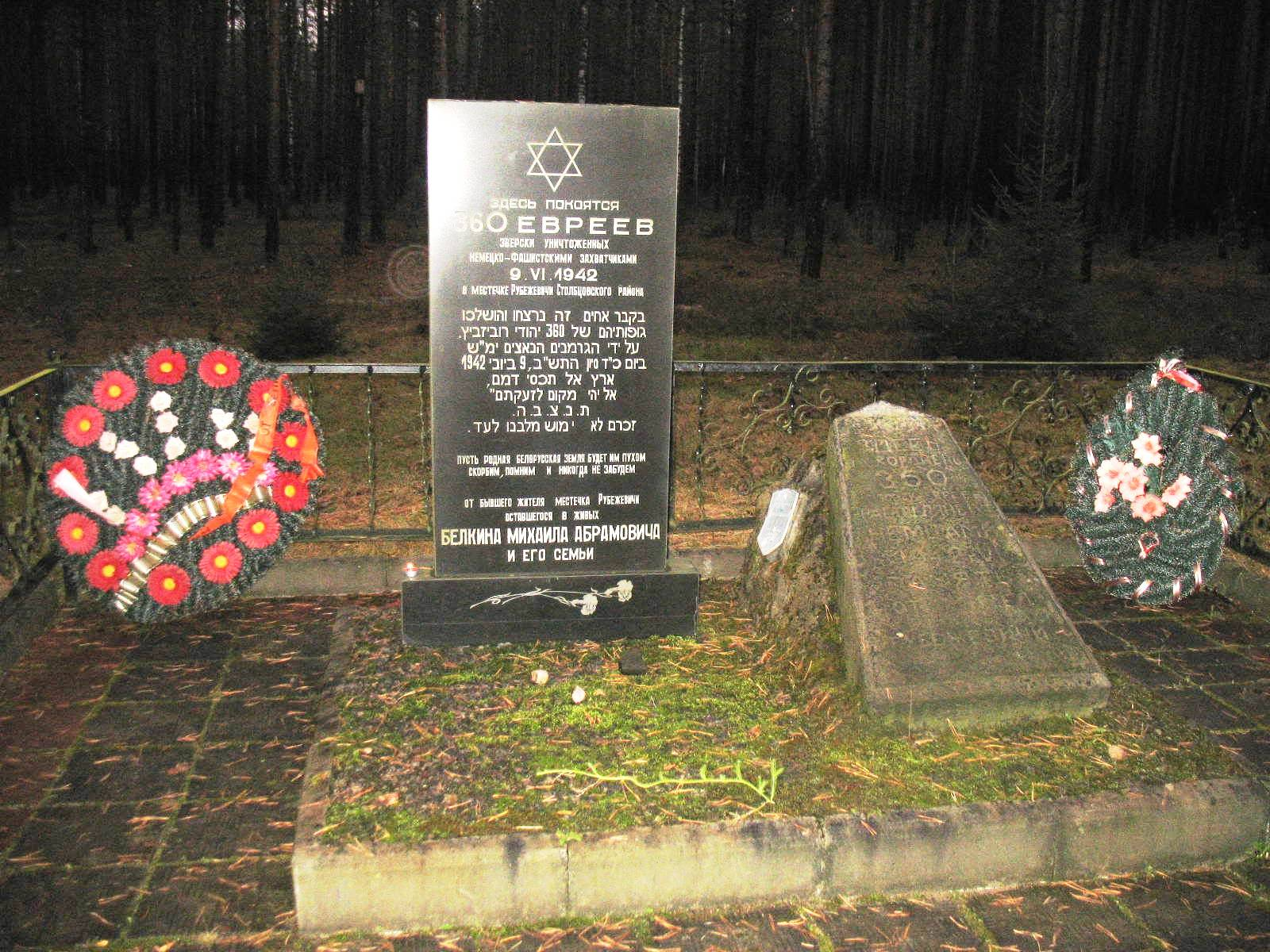
Мемориал на братской могиле евреев Рубежевичей

В Краснослободском районе Полесья в партизанском отряде имени Жукова под командованием Льва Гильчика воевали много евреев. Несколько евреев, бежавших из гетто Нового Сверженя, попросили командование принять в отряд и других узников гетто, и Лев Гильчик разрешил им привести не только молодых мужчин, но и женщин с детьми. Гершл Посесорский вместе с 4 партизанами отправились в Новый Свержень и 29 января 1943 года проникли на территорию гетто. Их приход привел к тому, что вечером в пятницу 29 января 1943 года евреи выстрелом убили часового в гетто и в темноте через проделанную в заборе дыру около 200 узников сбежали. Нацисты смогли поймать только часть сбежавших, а примерно 180 (140) человек спаслись.

## Случаи спасения и «Праведники народов мира»
В Столбцовском районе 14 человек были удостоены почетного звания «Праведник народов мира» от израильского мемориального института «Яд Вашем» «в знак глубочайшей признательности за помощь, оказанную еврейскому народу в годы Второй мировой войны»
- Стажик Эльжбета и Ян — за спасение Туник Азриель, Фильчик Нехамы и Ханы, Каплан Эстер, Дворы и Захавы в Столбцах[30].
- Баранские Станислав и Янина — за спасение Постбреф Дины в Рубежевичах[31].
- Цеханович Винсент, Мария и Александр, Верик (Цеханович) Станислава — за спасение Зальцмана Марата в Петриловичах[32].
- Прокопович Александр и Мария, Ковальчук (Прокопович) Софья — за спасение Блюмкиной Беллы и её дочери Ольги в Кучкунах[33].
- Щекало Иван, Алексей и Наталья — за спасение Видерман (Печковой) Иды и её детей Видерман Розы (Моргунова Галина) и Видермана Ефима (Печков Алексей) в Засулье[34].

## Организаторы и исполнители убийств
Комендантом гарнизона в Столбцах был обер-лейтенант Гебельс, а комендантом лагеря советских военнопленных в Столбцах — Безель. Всего, по данным ЧГК, в Столбцах и районе были признаны военными преступниками 44 человека.
В Заямном организацией и проведением расстрелов евреев командовал Шульц — начальник немецкой жандармерии, Шультц — старший вахмистр, начальник полицейского отделения в Новом Свержене.
Для убийства евреев в Столбцах и районе привлекались также латышские коллаборационистские формирования. 18-й латышский полицейский батальон, находившийся в Столбцах, имел численность 395 человек (22 офицера и 75 унтер-офицеров). Командовал батальоном гауптман Зихерт, а офицером связи в батальоне был гауптман шуцполиции Эрзум.

## Память
Опубликованы неполные (только около 1000 человек) списки жертв геноцида евреев в Столбцовском районе, в том числе по сельсоветам и отдельным населенным пунктам: в Налибоках; в Новом Свержене; в Рубежевичах; в Столбцах; в Перетоцком сельсовете; в Старинском сельсовете.
Памятники убитым евреям района установлены в Новом Свержене, Столбцах и Рубежевичах.